# 平田靱負

鹿児島市平之町の平田公園内にある平田靱負像

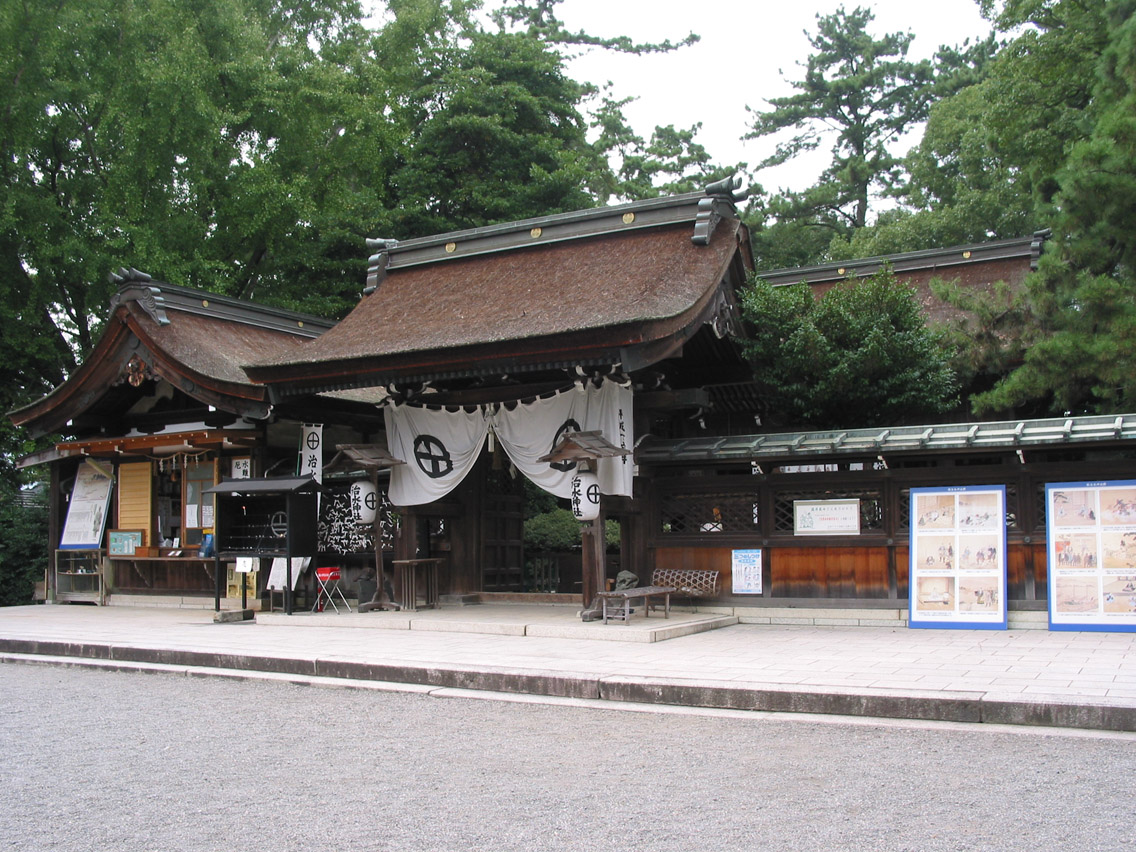
岐阜県海津市の治水神社

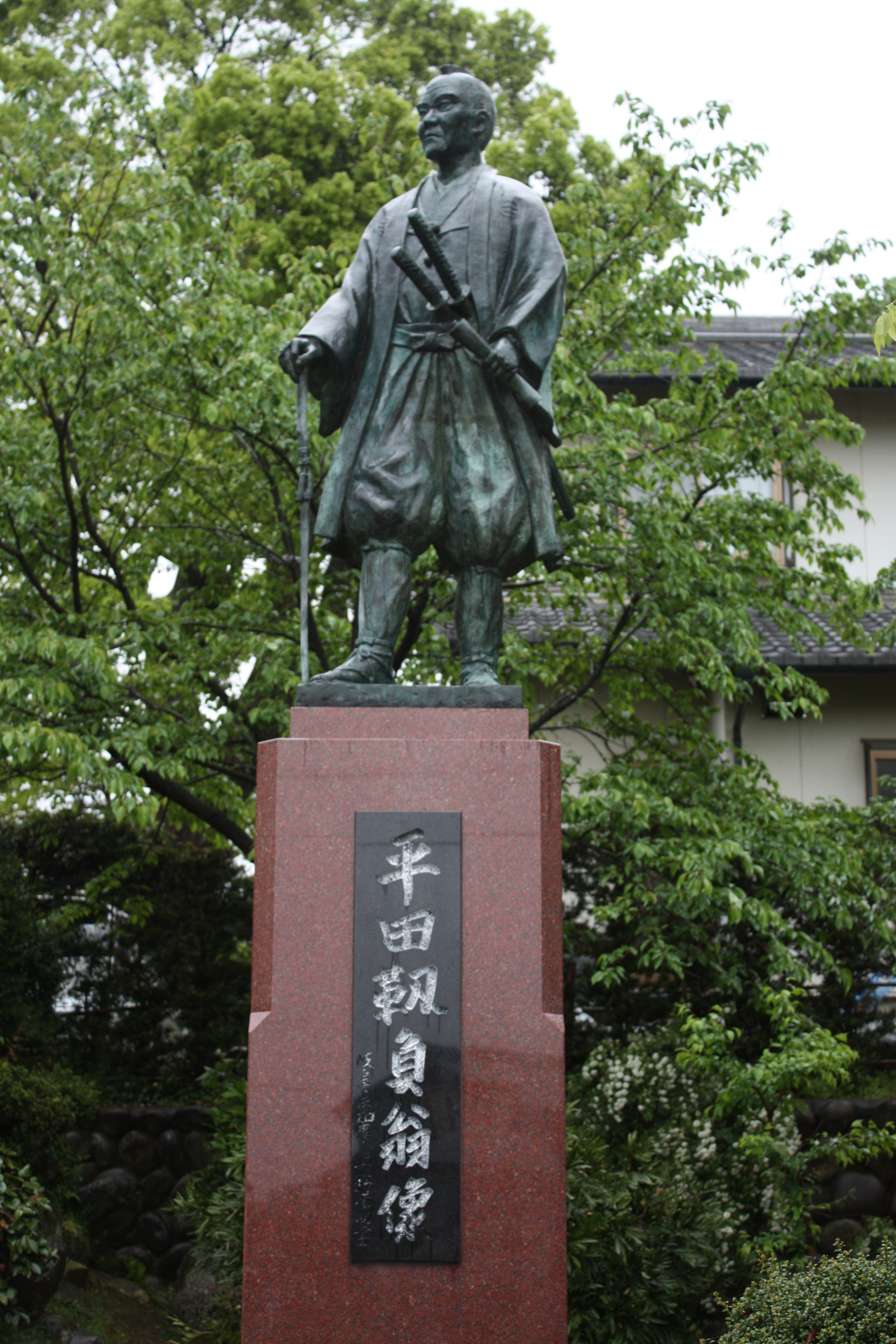
岐阜県養老町の大巻薩摩工事役館跡にある平田靱負像

平田 靱負（ひらた ゆきえ、宝永元年8月12日（1704年9月10日） - 宝暦5年5月25日（1755年7月4日））は、江戸時代中期の薩摩藩家老。諱は宗武のち、宗輔、正輔。通称は初め次郎兵衛のち、新左衛門、掃部、靱負。

## 概要
宝暦3年（1753年）の木曽三川分流工事（宝暦治水）に薩摩藩士の総奉行として従事し、工事終了後に死亡した。後に、孫の平田袈裟次郎が家督相続する（「平田靱負関係資料」参照）。その時の石高は533石（「嶋津家分限帳」参照）。公的史料においては病死であるが、19世紀末頃から自害したという説が唱えられている。

## 来歴
以下は鹿児島県立図書館所蔵の「平田靱負関係資料集」の『平田氏系図』参照。
- 父は平田正房、母は島津準三男家の島津助之丞忠守の娘。
- 正徳2年（1712年）4月15日：島津吉貴の加冠をうけて元服し、平蔵から兵十郎に改名。
- 享保2年（1717年）：藩法により、将軍徳川吉宗の諱の字を避け、諱を「正輔」と改名。
- 享保14年（1729年）12月25日：物頭に就任。なお、当時の物頭には示現流剣術高弟である薬丸兼慶がいた。
- 享保20年（1735年）：この年の旧暦2月2日に父の隠居により家督相続。また同年、日向国諸県郡馬関郷地頭兼任。なお、当時の通称を次郎兵衛に改名していた。
- 元文4年（1739年）1月11日：御用人に就任。
- 元文6年（1741年）2月21日：日向国諸県郡勝岡郷地頭に転じる。
- 寛保3年（1743年）6月7日：大目付に就任。
- 寛保4年（1744年）1月11日：薩摩国阿多郡伊作郷《現在の日置市吹上町》地頭に転じる。当時の通称は新左衛門に改名していた。
- 延享5年（1748年）1月21日：島津宗信により家老に任じられ、同時に薩摩国伊佐郡大口郷《現在の伊佐市大口地区》地頭職兼務。両方とも死去まで勤める。この任期中、通称を新左衛門から掃部、靱負の順に改める。また、職田1千石を賜る。
- 寛延元年（1748年）9月9日：宗信の江戸上府に琉球王国の尚敬王の慶賀使が同行するが、この引率を命じられ、この日、鹿児島城下を発つ。
- 同年11月11日：この日、芝藩邸に入る。また、11月15日に江戸城に登城し、将軍徳川家重に拝謁し、さらに慶賀使正使の具志川王子とともに徳川家治に拝謁。
- 寛延4年（1751年）4月15日：4月に宗信が帰藩したために江戸留守家老となり、この日に再度、徳川家重、家治親子に拝謁。

## 宝暦治水
1753年（宝暦3年）、徳川幕府は琉球との貿易によって財力を得ていた薩摩藩を恐れて、毎年氾濫による被害が多発していた木曽三川の分流工事を薩摩藩に命じる。工事費用は薩摩藩が全額負担、大工などの専門職人を一切雇ってはならないとした。
露骨な弾圧政策に薩摩藩は幕府への反発を極め、このまま潰されるくらいなら一戦交えようという過激な意見まで噴出したが、平田が「民に尽くすもまた武士の本分」と説破して工事を引き受けることとなり、平田は総奉行となる。
40万両にも上る工事費用を捻出するため大坂豪商から借金を重ね、幕府へもたびたび専門職人の雇用許可を要請するも許可は下りず、工事のやり直しを命じられることがしばしばあった。工事に派遣された薩摩藩士達の過労や伝染病による死亡が相次いだ。『岐阜県治水史』では最終的に病死33名、自殺者52名という多大な殉職者が出たとしており、犠牲者総数は現在発見されている墓碑数と一致する。
分流工事は着工から1年3ヶ月ほどでようやく完成したが、その後平田は死去した、享年50。遺体は山城国伏見の大黒寺に葬られ、遺髪は鹿児島城下の妙国寺に埋められる。藩主島津重年も心労で、後を追うように翌月に27歳で病没している。
辞世の句は「住みなれし 里も今更 名残りにて 立ちぞわづらふ 美濃の大牧」。

## 死因にまつわる論争
平田は「島津氏世録正統系図」には、「平田は昨年から病気でいまだ回復せず、さらに胃を病んで5月24日数度吐血し、25日死す」とあり、公式記録では病死したとされている。また当時の史料には治水に従事した薩摩藩士の間に病死者が多く出たことが記されている。一方で『岐阜県治水史』では平田が多数の死者が出たことと工事の中断により工費が多くかかったことを藩主に謝罪するため、大牧村の役館で切腹したとしており、平田が自害したとする見方も強い。
宝暦治水により薩摩藩士が多数切腹したという説が初めて発表されたのは、明治23年（1890年）に発行された治水協会刊行の『治水雑誌』創刊号であり、それ以前の史料には自刃の記録は無いとされている。『治水雑誌』創刊号では切腹の根拠を「口碑（伝承）」としており、2年（実際には1年）程度で多数の死者が出たのは自害以外に考えられないとした。同誌創刊号によると、自害した薩摩藩士は45人にのぼり、安龍院（海蔵寺の末寺、後に廃寺）で埋葬された「平田某」もその一人だったが、戒名は靱負のものと異なっている。明治26年（1893年）には海蔵寺から薩摩藩士永吉惣兵衛が腰物で怪我をして死亡したという証文が発見され、これも薩摩藩士が切腹し、それが隠蔽された証拠として発表された。
明治33年（1900年）、三重県戸津村（多度町を経て桑名市）の西田喜兵衛の運動で、薩摩藩士を讃える「宝暦治水之碑」が建立されたが、同碑では「平田某」は平田靱負とされた。これは、平田靱負が大黒寺に葬られたことを見落としたために生まれた誤解だった。西田は明治40年（1907年）に自費出版した『濃尾勢三大川宝暦治水誌』で、靭負の墓所を大黒寺と訂正したが、自害説はそのまま残った。西田が薩摩藩士の切腹とした根拠は墓がある寺の報告に基づくものであるが、その根拠は薩摩国出身者であることや死亡した時期からの類推であるなど、非常に不明確である。
平田をはじめとする「薩摩藩士の切腹」は史料性に乏しく、切腹説が公表された後からも批判が起こっていた。『治水雑誌』創刊号では「薩摩藩士の切腹」が史料性に欠けることを認めた上で、当時の世情から病死として隠蔽されたものとしている。また『岐阜県治水史』は工事に従事した旗本高木氏の家臣が切腹した記録があることを「（切腹を裏付ける）暗夜に一道の光明」であるとしている。

## 顕彰
宝暦治水で薩摩藩士に多くの自害者が出、平田も切腹したという見方は、『治水雑誌』の運動と地元名士の西田喜兵衛による顕彰活動により広まった。平田が切腹したと明記された「宝暦治水之碑」は西田によって建立されたものである。明治33年（1900年）には木曽三川分流工事の竣工式が行われ内閣総理大臣山縣有朋、大蔵大臣松方正義らが参列した。竣工式に続いては「宝暦年度以降治水上ノ功績顕著ナル死歿者招魂祭」が「宝暦治水之碑」の前で行われ、山縣・松方・西田、そして旧薩摩藩主島津忠義の代理として川村純義が祝詞を読んだ。また岐阜県の社会教育活動家岩田徳義は「薩摩義士」と名付けて顕彰活動を行った。岩田の働きかけもあり、大正5年12月（1916年）には平田に従五位を追贈された。昭和13年（1938年）には治水神社が建立され、平田と薩摩義士が祭神とされた。
こうした平田及び薩摩義士像は戦後になって発行された『岐阜県治水史』『岐阜県史』においても踏襲されている。
鹿児島県では昭和5年（1920年）に「薩摩義士記念碑」が建立されるまで、平田と薩摩義士についてはほとんど知られていなかった。現在では「平田靱負」は小学校の道徳の副読本に掲載されており、その名を知らない人はいないと言っても過言ではない。また、岐阜県及び愛知県の郷土史および道徳の副読本にも宝暦治水のくだりでは中心人物として取り上げられており、知名度は高い。
平田靱負の屋敷のあった場所（鹿児島県鹿児島市平之町）は現在、平田公園となり平田靱負の銅像がある。命日にあたる毎年5月25日、薩摩義士頌徳慰霊祭が行われている。
岐阜県の海津郡には町村合併により1955年（昭和30年）に平田靱負の功績に因んだ平田町が成立し、2005年（平成17年）3月28日の海津市成立まで存続した。海津市平田町三郷には平田公園があり、平田靱負の銅像がある。
宝暦治水で薩摩藩の本拠地となった大牧役館は、2018年現在、大巻薩摩工事役館跡（岐阜県養老郡養老町）として整備されている。「平田靱負翁終焉地」の記念碑と平田靱負の銅像がある。
三重県桑名市の海蔵寺には、桑名市指定史跡である薩摩義士墓所があり、宝暦治水事件で犠牲となった平田靱負ら薩摩義士が祀られ、21基の墓石が現存する。また、平田靱負像もある。
鹿児島県と岐阜県の姉妹県提携、鹿児島市と大垣市の姉妹都市提携は、この平田靱負の治水工事に端を発している。
遺髪は妙国寺に埋められたが、廃仏毀釈により明治の初めに妙国寺から新照院墓地に移された。さらに昭和に入って国道三号線の拡張工事に伴い、直系の子孫であった平田ハナが住む肝属郡高山町（現在の肝付町）の丸岡公園墓地へ移転。平田靱負の命日にあたる毎年5月25日には親族によって慰霊祭が行われている。

## 妻子
- 妻：肝付主殿兼柄の娘（母方の従姉妹。のち離婚）
- 後妻：種子島蔵人久時の娘
- 息子：平田正温、平田正香（ともに父より先に死去。詳細不明）
- 孫：平田袈裟次郎（のち平田正休）